# Parviz Parastui
Parviz Parastui (también deletreado Parastooee o Parastouei, en persa: پرویز پرستویی‎, nacido el 24 de junio de 1955) es un actor y cantante iraní.

## Vida personal
Parviz Parastui nació en Kabudrahang, provincia de Hamadan y es descendiente de iraniés de Azerbaiyán.

## Carrera
Parastui trabajó en el poder judicial antes de convertirse en actor. Comenzó su carrera al protagonizar la película Diar-e Asheghan. Seguidamente actuó en Diar-e Asheghan, dando inicio a una larga carrera en el cine.
Después de protagonizar películas como Pishtazan-e  y Caza actuó como Sadeq Meshkini, un papel de comedia en la aclamada y aún controversial película Leily is with me dirigida por Kamal Tabrizi. La película de guerra Leily atrajo una nueva perspectiva sobre la Guerra Irán-Irak, que hasta entonces era vista como un tema tabú. La película cuenta la cómica historia de un empleado de la Televisión iraní, temeroso de la guerra, que sin saberlo, avanza directamente a las líneas enemigas, mientras en realidad trata de huir de la guerra, cuando es asignado a acompañar a un director a una ciudad cercana a las líneas enemigas para filmar un documental.
Desde entonces, Parastui ha ampliado su presencia en la comedia como actor de cine al protagonizar otras revolucionarias películas de comedia.
Parastui también actuó en algunas películas de guerra como: The Red Ribbon, The Glass Agency y Dead Wave entre otras. Ebrahim Hatamikia dirigió la mayor parte de estas películas de guerra.
Parastui fue conocido como comediante por sus roles en The Snowman, The Glass Love, Mard-e Avazi antes de interpretar un papel en la película satírica El Lagarto, otra obra de Kamal Tabrizi.
Ganó gran popularidad y fama después debido a su personaje en Marmoulak como Reza Marmoulak.

## Carrera en la televisión
Parastui ha trabajado de forma limitada para la televisión, con algunas series como: The Apartment, Imam Ali, The Red Soil, Under the Pillory (Zir-e Tigh).
Su actuación en Under the Pillory (Zir-e Tigh) le valió la admiración generalizada del pueblo. Fue galardonado como el Mejor Actor de Programas de televisión categoría Internacional en el Festival Roma por Zire Tigh.

## Filmografía
| Año  | Películas                          | Título en inglés                     | Director                 |
| ---- | ---------------------------------- | ------------------------------------ | ------------------------ |
| 1983 | Diar-e Asheghan                    | Land of Lovers                       | Hassan Karbakhsh Ravari  |
| 1984 | Pishtazan-e Fath                   | Conquest Vanguards                   | Naser Mohammadipour      |
| 1987 | Sazmane 4                          | Secret Agency                        | Hassan Javanbakhsh       |
| 1988 | Shekar                             | Hunting                              | Majid Javanmard          |
| 1990 | Hekayate An Marde Khoshbakht       | The Adventures of that Fortunate Man | Reza Heydarnejad         |
| 1991 | Maar                               | The Snake                            | Majid Javanmard          |
| 1992 | Emam Ali (TV series)               | Imam Ali                             | Davoud Mirbagheri        |
| 1995 | Adam Barfi                         | The Snowman                          | Davoud Mirbagheri        |
| 1996 | Leily Ba Man Ast                   | Leily Is with Me                     | Kamal Tabrizi            |
| 1996 | Ava-ye Fakhteh (TV series)         | The voice of the Cuckoo              | Bahman Zarin             |
| 1997 | Zir-e Chatr-e Khorshid (TV series) | Under the Umbrella of the Sun        | Bahman Zarrinpour        |
| 1997 | Mehr-e Madari                      | Motherly Love                        | Kamal Tabrizi            |
| 1997 | Ravani                             | The Mad                              | Dariush Farhang          |
| 1997 | The Glass Agency                   | Ajanse Shishei                       | Ebrahim Hatamikia        |
| 1997 | Marde Avazi                        | The Changed Man                      | Mohammad Reza Honarmand  |
| 1999 | Rooban-e Ghermez                   | Red Ribbon                           | Ebrahim Hatamikia        |
| 1999 | Shookhi                            | Joking                               | Homayoun Assadian        |
| 2000 | Eshgh-e Shisheh-yi                 | The Glass Love                       | Reza Heydarnejad         |
| 2000 | Moomiayi 3                         | Mummy III                            | Mohammad Reza Honarmand  |
| 2001 | Moje Mordeh                        | The Dead Wave                        | Ebrahim Hatamikia        |
| 2001 | Ab va Atash                        | Water & Fire                         | Fereydoun Jeyrani        |
| 2001 | Khak-e Sorkh (TV series)           | The Red Soil                         | Ebrahim Hatamikia        |
| 2002 | Azizam Man Kook Nistam             | I'm not winded                       | Mohammad Reza Honarmand  |
| 2002 | Divanei Az Ghafas Parid            | One Flew Over the Cukoo's Nest       | Ahmadreza Motamedi       |
| 2003 | My Lady                            | Banooye Man                          | Yadollah Samadi          |
| 2004 | Duel                               | Duel                                 | Ahmad Reza Darvish       |
| 2004 | Marmoulak                          | The Lizard                           | Kamal Tabrizi            |
| 2005 | Café Transit                       | Border Café                          | Kambuzia Partovi         |
| 2005 | The Willow Tree                    | Beed-e Majnoon                       | Majid Majidi             |
| 2006 | Be Name Pedar                      | In the Name of the Father            | Ebrahim Hatamikia        |
| 2006 | Zire Tigh (TV series)              | Under the Pillory                    | Mohammad Reza Honarmand  |
| 2006 | Fans                               | Fans                                 | Mohammad Rahmanian       |
| 2007 | Padashe Sokoot                     | Reward of Silence                    | Maziar Miri              |
| 2007 | Sad Sal Be In Sal-ha               | Miss Iran                            | Saman Moghaddam          |
| 2008 | The Book of Law                    | Ketabe Ghanoon                       | Maziar Miri              |
| 2008 | Bist                               | Twenty                               | Abdolreza Kahani         |
| 2010 | Sizdah 59                          | Thirteen 59                          | Saman Salur              |
| 2010 | Khers                              | Bear                                 | Khosro Masumi            |
| 2011 | Man-o Zbia                         | Ziba and I                           | Fereydoun Hassanpour     |
| 2013 | Mehman Darim                       | We Guests                            | Mohammad Mehdi Asgarpour |
| 2014 | Today                              | Emrooz                               | Reza Mirkarimi           |
| 2014 | Wake for Three Days                | Bidari Baraye Se Rooz                | Masoud Amini             |
| 2014 | Buffalo                            | Bofalou                              | Kaveh Sajjadi            |
| 2015 | Two                                | Dou                                  | Soheila Golestani        |
| 2015 | Bodyguard                          | Badigard                             | Ebrahim Hatamikia        |

## Actividades musicales

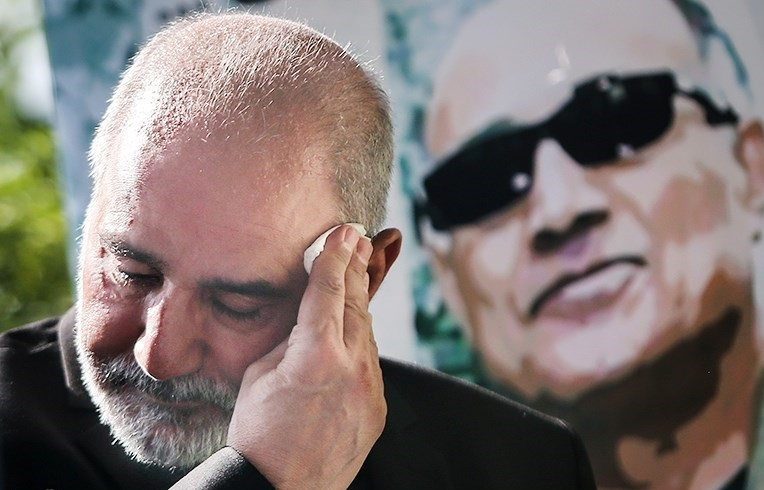
Parastui en el Funeral de Kiarostami

Además de actuar en películas y teatros, también es un cantante y hasta el momento ha grabado tres álbumes. Su primer álbum llamado Daddy (en persa: بابایی‎) fue lanzado en el 2006 y el álbum Im Parviz Parastui (en persa: من پرویز پرستویی‎) se lanzó en 2013. Su más reciente álbum fue I'm an Actor (en persa: من یک بازیگرم‎) lanzado en 2014.